# Мусбюро
Мусульманское бюро Коммунистической партии Туркестана (Мусбюро) — создано как вспомогательная структура партийного руководство Коммунистической партии Туркестана на её Втором съезде. Среди избранных руководителей Мусбюро были Низаметдин Ходжаев (член ЦК партии, вскоре — председатель ферганского ревкома), Турсун Ходжаев (комиссар по здравоохранению Советского правительства Туркестана, затем комиссар по национальным делам; член Совнаркома), Турара Рыскулова (заместитель председателя президиума исполкома Советов Туркестана).
Основной задачей Мусбюро было вовлечение мусульманского населения Туркестана в социалистическое строительство, укрепление Советской власти на местах, установление мира в областях, контролируемых басмачами, путём переговоров с басмаческими курбаши.
В организации Мусбюро вошли многие представители джадидов.